# Zap Pow
Zap Pow var ett jamaicanskt reggaejazzband som bildades 1970 av David Madden (trumpet), Mike Williams (bas) och Dwight Pinkney (gitarr). Gruppen utvidgades senare till att omfatta även Glen DaCosta (tenorsaxofon), Danny McFarlane (orgel), Joe McCormack (trombon) och Max Edwards (trummor). Edwards lämnade bandet 1977 och ersattes av trummisen Cornell Marshall. Zap Pow var i första hand en instrumental konfiguration som uttryckte sin musikalitet genom täta liveframträdanden, varav vissa blivit legendariska.  Livekonserter var något som var relativt ovanligt i Jamaica under 1970-talet; musikgenren reggae har i hög grad utvecklats i inspelningsstudior. 
Olika sångare, som Winston "King" Cole och Prilly Hamilton, Third Worlds Bunny Rugs och Inner Circles Jacob Miller, sjöng av och till med Zap Pow, tills bandet slutligen 1975 fastnade för 20-årige Beres Hammond därför att de ansåg att hans röst bäst kompletterade bandets musik. Beres Hammond var bandets främste sångare mellan 1975 och 1979.  Medlemmarna i Zap Pow attraherades aldrig av rastafari-religionen och bandet var dessutom relativt opolitiskt. Deras sånger hade inte det samhällsomstörtande budskap, den fientlighet mot statsmakterna och den avsky för västerlandets kultur som fanns hos både religiösa reggaeband och hos arga, unga politiskt medvetna reggaepoeter. Zap Pows lyrik var profan och inriktad på fred, samhörighet och kärlek. 
Zap Pow hade en jättehit på Jamaica och en stor internationell framgång i mitten av 1970-talet med låten "This is Reggae Music", som producerades av Harry J. Denna låt inleder dubbel-LP:n This is Reggae Music (1976) som innehåller spår av de populäraste artisterna på Jamaica i mitten av 1970-talet. Det populära bandet turnerade runt om Jamaica och på Caymanöarna, i Guyana, Mexiko, Kanada, Bermuda och USA. De fungerade som kompband åt sångare som Jimmy Cliff i studion och på turnéer. Gruppmedlemmarnas breda musikaliska kunnande medförde att de snabbt kunde hoppa in och backa upp vilka sångare som helst på Jamaica. Ett exempel är när Zap Pow med två dagars varsel i december 1976 hoppade in som Bob Marleys backupband inför en publik på 80.000 på den gratisgala, Smile Jamaica, som den socialistiska partiledaren Michael Manley och hans parti anordnat. Medlemmarna i Marleys eget band, Wailers, låg fortfarande gömda eller skadade efter de skjutningar som revolvermän som antas ha tillhört det gäng som sympatiserade med den liberale Edvard Seaga och hans parti riktat mot Marley och bandmedlemmarna två dygn tidigare. 
Trombonisten Vin Gordon, David Madden och DaCosta bildade tillsammans en grupp i gruppen med namnet Zap Pow Horns. Denna blåstrio medverkar på många jamaicanska artisters studioalbum (inklusive Bob Marleys) från 1970-talet och tidigt 1980-tal. Zap Pow producerade mellan 1973 och 1980 en rad singlar med en musik som är en syntes av reggae, jazz, funk och soul, ibland kryddad med latinamerikanska influenser – ett decennium innan sådana experiment med reggae "tilläts" på Jamaica. Samlingsalbumet "Reggae Rules" omfattar en sammanställning av låtar som representerar denna syntes av nordamerikansk och västindisk musik med vissa influenser från latinamerikansk musik.

## Diskografi
Album
- 1971 - Revolutionary Zap Pow
- 1973 - Reggae Rewind
- 1976 - Now
- 1976 - Revolution
- 1976 - Zap Pow Pow
- 1978 - Zap Pow

Samlingsalbum
- 1980 - Reggae Rules
- 2002 - Zap Pow featuring Beres Hammond
- 2007 - Last War: The Best of Zap Pow